# Constructivismul (filosofia educației)

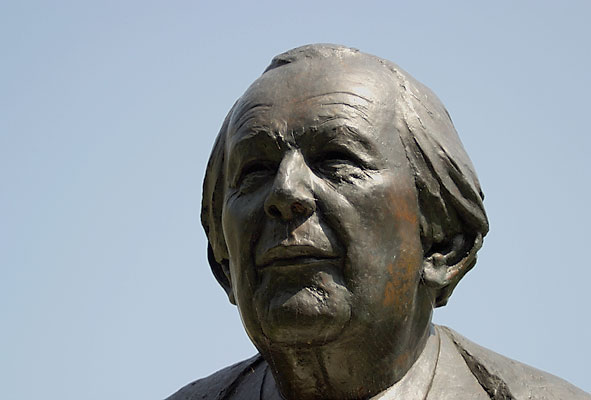
Jean Piaget a elaborat teoria dezvoltării cognitive, care descrie modul în care copiii își reprezintă lumea și emit raționamente.

Constructivismul este o teorie a educației care presupune că indivizii sau cursanții nu dobândesc cunoștințe și înțelegere prin perceperea pasivă a acestora în cadrul unui proces direct de transmitere a cunoștințelor, ci construiesc noi înțelegeri și cunoștințe prin experiență și discurs social, integrând informații noi în ceea ce deja cunosc (cunoștințe anterioare). Pentru copii, aceasta include cunoștințele dobândite în perioada preșcolară. Este asociat cu diferite poziții filosofice, în special în epistemologie, precum și în ontologie, politică și etică. Originea teoriei este, de asemenea, legată de teoria dezvoltării cognitive a psihologului elvețian Jean Piaget.

## Origine
Constructivismul în educație își are rădăcinile în epistemologie, care - în filosofie - este o teorie a cunoașterii, ce se ocupă de categoriile logice ale cunoașterii și de baza ei justificativă. Epistemologia se concentrează, de asemenea, atât pe garantarea cunoașterii subiective a unui singur cunoscător, cât și pe cunoștințele convenționale. Așadar, în constructivism, se recunoaște că elevul are cunoștințe și experiențe anterioare, care sunt adesea determinate de mediul social și cultural în care s-a dezvoltat. Practic, elevii își construiesc cunoștințele din propriile experiențe în procesul de învățare. În timp ce școala de învățare comportamentală poate ajuta la înțelegerea a ceea ce fac elevii, educatorii trebuie, de asemenea, să știe ce gândesc elevii și cum să îmbogățească acest aspect. Există savanți care afirmă că viziunea constructivistă a apărut ca o reacție la așa-numitul „model de transmitere al educației”, inclusiv la filosofia realistă pe care este întemeiat.
Constructivismul își are originea în psihologia educațională din lucrarea lui Jean Piaget (1896-1980), ce se identifică cu teoria dezvoltării cognitive a lui Piaget. Piaget s-a concentrat asupra modului în care oamenii dau sens, analizat în relație cu interacțiunea dintre experiențele și ideile lor. Concepțiile sale au avut tendința de a se concentra asupra dezvoltării umane în relație cu ceea ce se întâmplă cu un individ, în mod diferit de dezvoltarea influențată de alte persoane. Teoria constructivismului social a lui Lev Vygotsky (1896-1934) a subliniat importanța învățării socioculturale; modul în care interacțiunile cu adulții, colegii mai capabili și instrumentele cognitive sunt interiorizate de către cursanți pentru a forma constructe mentale prin zona de dezvoltare proximă. Pornind de la teoria lui Vygotsky, Jerome Bruner și alți psihologi educaționali au dezvoltat conceptul important de schelă instrucțională, prin care mediul social sau informațional oferă suporturi (sau schele) pentru învățare care, pe măsură ce devin interiorizate, sunt retrase treptat.
Părerile mai concentrate pe dezvoltarea umană în contextul lumii sociale includ perspectiva socioculturală sau socio-istorică a lui Lev Vygotsky și perspectivele de cogniție situată ale lui Mikhail Bakhtin, Jean Lave și Etienne Wenger; Brown, Collins și Duguid; Newman, Griffin și Cole și Barbara Rogoff.
Conceptul de constructivism a influențat o serie de discipline, inclusiv psihologia, sociologia, educația și istoria științei. În perioada timpurie, constructivismul a examinat interacțiunea dintre experiențele umane și reflexele sau modelele de comportament ale acestora. Piaget a numit aceste sisteme de cunoaștere „scheme”.
Schemele nu trebuie confundate cu schema, un termen care provine din teoria schemelor, care reflectă perspectivele de procesare a informațiilor asupra cogniției umane. În timp ce schemele lui Piaget sunt fără conținut, schema reprezintă concepte; de exemplu, majoritatea oamenilor au o schemă pentru „bunica”, „ou” sau „magnet”.
Constructivismul nu se referă la o anumită pedagogie, deși este adesea confundat cu construcționismul, o teorie educațională dezvoltată de Seymour Papert, inspirată de ideile constructiviste și de învățare experiențială ale lui Piaget.
Teoria învățării constructiviste a lui Piaget a avut un impact larg asupra teoriilor de învățare și metodelor de predare în educație, fiind un element fundamental pentru mișcările de reformă a educației. 

## Istoric
Filosofiile educaționale anterioare nu au luat prea mult în considerare viitoarele idei constructiviste; jocurile și explorarea copiilor au fost catalogate drept prea puțin importante și lipsite de scop. Jean Piaget nu a fost de acord cu aceste opinii tradiționale; el a văzut jocul ca o parte importantă și necesară a dezvoltării cognitive a elevului și a prezentat dovezi științifice pentru opiniile sale. Astăzi, teoriile constructiviste sunt influente în toate sectoarele de învățare formală și informală. În educația muzeală, teoriile constructiviste informează designul exponatelor. Un bun exemplu de învățare constructivistă într-un cadru non-formal este Centrul de Investigare de la Muzeul de Istorie Naturală, Londra. Aici vizitatorii sunt încurajați să exploreze o colecție de exemplare reale de istorie naturală, să exerseze unele abilități științifice și să facă descoperiri de unii singuri. Printre scriitorii care au influențat constructivismul se numără:
- John Dewey (1859–1952)
- Maria Montessori (1870–1952)
- Władysław Strzemiński (1893–1952)
- Jean Piaget (1896–1980)
- Lev Vygotsky (1896–1934)
- Heinz von Foerster (1911–2002)
- George Kelly (1905–1967)
- Jerome Bruner (1915–2016)
- Herbert Simon (1916–2001)
- Paul Watzlawick (1921–2007)
- Ernst von Glasersfeld (1917–2010)
- Edgar Morin (născut în 1921)
- Humberto Maturana (1928–2021)
- Paulo Freire (1921-1997)

## Individul
Formalizarea constructivismului dintr-o perspectivă în interiorul uman este în general atribuită lui Jean Piaget, care a articulat mecanisme prin care informațiile din mediu și ideile unui individ interacționează și produc structuri interiorizate dezvoltate de către cursanți. El a identificat procesele de asimilare și acomodare care sunt fundamentale în această interacțiune, pe măsură ce indivizii construiesc noi cunoștințe din experiențele lor.
Când indivizii asimilează informații noi, le încorporează într-un cadru deja existent, fără a schimba acel cadru. Acest lucru poate apărea atunci când experiențele indivizilor sunt aliniate cu reprezentările lor interne ale lumii, dar poate apărea și ca un eșec de a schimba o înțelegere defectuoasă; de exemplu, ei pot să nu observe evenimente, să înțeleagă greșit contribuțiile altora sau pot decide că un eveniment este o întâmplare și, prin urmare, nu este important ca informație despre lume. În schimb, atunci când experiențele indivizilor contrazic reprezentările lor interne, ei își pot schimba percepțiile asupra experiențelor pentru a se potrivi cu reprezentările lor interne.
Conform teoriei, acomodarea este procesul de reîncadrare a reprezentării mentale a lumii exterioare pentru a se potrivi noilor experiențe. Acomodarea poate fi înțeleasă ca mecanismul prin care eșecul duce la învățare: atunci când acționăm conform așteptării că lumea funcționează într-un fel și asta contravine așteptărilor noastre, deseori eșuăm, dar adaptând această nouă experiență și reîncadrând modelul nostru despre cum funcționează lumea, învățăm din experiența eșecului sau din eșecul altora.
Cconstructivismul nu este o pedagogie anume. De fapt, constructivismul este o teorie care descrie modul în care se întâmplă învățarea, indiferent dacă cursanții își folosesc experiențele pentru a înțelege o prelegere sau urmează instrucțiunile pentru construirea unui model de avion. În ambele cazuri, teoria constructivismului sugerează că respectivii cursanți construiesc cunoștințe din propriile experiențe.
Cu toate acestea, constructivismul este adesea asociat cu abordări pedagogice care promovează învățarea activă sau învățarea prin practică. Există multe critici la adresa „învățării prin practică” („învățare prin descoperire”) ca strategie de instruire (de exemplu, vezi criticile de mai jos). Deși există mult entuziasm pentru constructivism ca strategie de design, conform lui Tobias și Duffy „... în opinia noastră, constructivismul rămâne mai mult un cadru filosofic decât o teorie, care fie ne permite să descriem cu precizie instrucțiunile, fie să prescriem strategii de proiectare.”:4

### Intervenția de învățare constructivistă

#### Natura celui care învață
Constructivismul social nu numai că recunoaște unicitatea și complexitatea cursantului, dar îl și încurajează, îl face util și îl recompensează ca parte integrantă a procesului de învățare.

##### Importanța culturii elevului și a mediului din care provine
Constructivismul social sau socioculturalismul încurajează cursantul sau cursanții să ajungă la versiunea sa de adevăr, influențată de mediul, cultura sau viziunea încorporată asupra lumii. Evoluțiile istorice și sistemele de simboluri, cum ar fi limbajul, logica și sistemele matematice, sunt moștenite de cursant ca membru al unei anumite culturi și acestea sunt învățate de-a lungul vieții celui care învață. Acest lucru subliniază, de asemenea, importanța naturii interacțiunii sociale a cursantului cu membrii cunoscători ai societății. Dacă nu există interacțiune socială cu alți oameni mai cunoscători, este imposibil să dobândești semnificația socială a unor sisteme importante de simboluri și să înveți cum să le folosești. Copiii mici își dezvoltă abilitățile de gândire interacționând cu alți copii, cu adulții și cu lumea fizică. Așadar, din punct de vedere al constructivismului social, este important să se țină cont de fundalul și cultura cursantului pe parcursul procesului de învățare, deoarece acest fundal ajută, de asemenea, la modelarea cunoștințelor și adevărului pe care cursantul le creează, le descoperă și le dobândește în procesul de învățare.

##### Responsabilitatea pentru învățare
În plus, se susține că responsabilitatea învățării ar trebui să aparțină din ce în ce mai mult elevului. Constructivismul social subliniază astfel importanța implicării active a elevului în procesul de învățare, spre deosebire de punctele de vedere educaționale anterioare, în care responsabilitatea revenea numai instructorului care preda și în care elevul  juca doar un rol pasiv, receptiv. Von Glasersfeld (1989) a subliniat că cursanții își construiesc propria înțelegere și nu oglindesc și reflectă pur și simplu ceea ce citesc. Cursanții caută sens și vor încerca să găsească regularitate și ordine în evenimentele lumii, chiar și în absența unei informații depline sau complete.

##### Metoda de discuție Harkness
Se numește metoda de discuție „Harkness”, deoarece a fost dezvoltată la Academia Phillips Exeter, cu fonduri donate în anii 1930 de Edward Harkness. Numele provine și de la masa Harkness, care presupune elevii așezați în cerc, motivând și controlând propria discuție. Profesorul acționează cât mai puțin posibil. Probabil singura funcție a profesorului este de a observa, deși el/ea ar putea începe sau schimba sau chiar conduce o discuție. Elevii îl pun în mișcare, îl direcționează și îi concentrează atenția asupra unui subiect. Cu toții acționează ca o echipă, cooperează, pentru a face totul să funcționeze. Toți participă, dar nu într-un mod competitiv. Mai degrabă, cu toții împart responsabilitatea și obiectivele, la fel cum le împarte orice membru în orice sport de echipă. Deși scopurile oricărei discuții se vor schimba în funcție de ceea ce este în discuție, unele obiective vor fi întotdeauna aceleași: să evidențieze subiectul, să-i dezvăluie misterele, să interpreteze și să împartă și să învețe din alte puncte de vedere, să pună cap la cap puzzle-ul, folosind contribuția tuturor. Abilitățile de discuție sunt importante. Fiecare participant trebuie să știe cum să mențină această discuție la fel de interesantă. La fel ca în orice sport, sunt necesare o serie de abilități pe care să știi să le lucrezi pentru a le folosi la momentul adecvat. Se așteaptă ca toată lumea să contribuie prin utilizarea acestor abilități.

##### Motivația pentru învățare
O altă ipoteză crucială privind natura elevului se referă la nivelul și sursa motivației pentru învățare. Potrivit lui Von Glasersfeld, menținerea motivației de a învăța depinde în mare măsură de încrederea elevului în potențialul de învățare. Aceste sentimente de competență și credință în potențialul de a rezolva noi probleme derivă din experiența stăpânirii directe a problemelor din trecut și sunt mult mai importante decât orice recunoaștere și motivație externă. Acest lucru este corelat cu „zona de dezvoltare proximă” a lui Vygotsky, unde studenții sunt provocați în imediata apropiere, dar ușor peste nivelul lor actual de dezvoltare. Experimentând finalizarea cu succes a sarcinilor provocatoare, studenții câștigă încredere și motivație pentru a aborda provocări mai complexe.

### Rolul instructorului

#### Instructorii ca facilitatori
Conform abordării social-constructiviste, instructorii trebuie să se adapteze la rolul de facilitatori și nu la cel de profesori. În timp ce un profesor susține o prelegere didactică ce acoperă un anumit subiect, un facilitator îl ajută pe elev să ajungă la propria înțelegere a conținutului. În primul scenariu, elevul joacă un rol pasiv, iar în cel de-al doilea scenariu elevul joacă un rol activ în procesul de învățare. Astfel, accentul se îndreaptă de la instructor și conținut către student. Această schimbare dramatică a rolului implică faptul că un facilitator trebuie să demonstreze un set de abilități total diferit de cel al unui profesor. Un profesor spune, un facilitator întreabă; un profesor predă din față, un facilitator sprijină din spate; un profesor dă răspunsuri conform unui curriculum stabilit, un facilitator oferă îndrumări și creează mediul în care cursantul poate ajunge la propriile concluzii; un profesor reproduce, de cele mai multe ori, un monolog, un facilitator este în dialog permanent cu elevii. Totodată, un facilitator ar trebui să poată adapta experiența de învățare „în aer”, luând inițiativa de a direcționa experiența de învățare acolo unde cursanții doresc să creeze valoare.
Mediul de învățare ar trebui conceput și pentru a sprijini și a provoca gândirea elevului. Deși este favorizat dreptul studentului de proprietate asupra problemei și a procesului de soluționare, asta nu înseamnă că orice activitate ori soluție este adecvată. Scopul critic este de a sprijini studentul să devină un gânditor eficient. Acest lucru poate fi realizat prin asumarea mai multor roluri, cum ar fi consultant și coach (antrenor).
Câteva strategii de învățare prin cooperare includ:
- Întrebări reciproce: elevii lucrează împreună pentru a pune întrebări și a răspunde
- Jigsaw Classroom: elevii devin „experți” într-o parte a unui proiect de grup și îl predau celorlalți din grupul lor
- Controverse structurate: studenții lucrează împreună pentru a cerceta o anumită controversă[21]

#### Învățarea este un proces activ
Potrivit constructivismul social, puternic influențat de lucrarea lui Vygotsky (1978), cunoștințele sunt mai întâi construite într-un context social, pentru ca apoi să fie însușite de indivizi. Constructiviștii sociali susțin că procesul de comunicare a perspectivelor individuale – numit elaborare colaborativă – este finalizat atunci când cursanții reușesc să construiască împreună o semnificație la care nu ar putea ajunge în mod individual.
Savanții constructiviști sociali văd învățarea ca pe un proces activ în care elevii să învețe să descopere de unii singuri principii, concepte și fapte, de unde și importanța încurajării presupunerilor și a gândirii intuitive la elevi.
Alți teoreticieni constructiviști susțin acest punct de vedere și subliniază faptul că indivizii realizează semnificații prin interacțiunile unii cu alții, dar și cu mediul în care trăiesc. Cunoașterea se constituie, astfel, într-un produs al oamenilor și este construită social și cultural. McMahon (1997) este de acord că învățarea este un proces social. Tot el a spus că învățarea nu este un proces care are loc doar în interiorul minții noastre și nici nu este o dezvoltare pasivă a comportamentelor noastre, modelată de forțe externe. Mai degrabă, învățarea semnificativă are loc atunci când indivizii sunt implicați în activități sociale.
Vygotsky (1978) a evidențiat și convergența elementelor sociale și practice în învățare, spunând că momentul cel mai semnificativ în cursul dezvoltării intelectuale are loc atunci când converg vorbirea și activitatea practică, două linii de dezvoltare anterior complet independente. Prin activitatea practică, un copil construiește sens la nivel intra-personal, în timp ce vorbirea conectează acest sens cu lumea interpersonală transmisă de copil și de cultura sa.

#### Relația bună între instructor și student
O altă caracteristică a rolului facilitatorului din perspectiva constructivistă socială este aceea că instructorul și studenții sunt implicați în mod egal în învățarea unii de la alții. Aceasta înseamnă că experiența de învățare este atât subiectivă, cât și obiectivă, iar cultura, valorile și contextul instructorului trebuie să devină o parte esențială a interacțiunii dintre studenți și sarcini în formarea sensului. Elevii compară versiunea lor de gândire cu cea a instructorului și a colegilor studenți pentru a ajunge la o nouă versiune testată social a contextului. Sarcina sau problema devine, astfel, interfața dintre instructor și student. Acest lucru creează o interacțiune dinamică între sarcină, instructor și student. De asemenea, implică ideea ca studenții și instructorii să dezvolte o conștientizare a punctelor de vedere ale celuilalt, iar apoi să se uite la propriile convingeri, standarde și valori, fiind subiectivi și obiectivi în același timp.
Unele studii susțin importanța mentoratului în procesul de învățare. Modelul constructivist social subliniază astfel importanța relației dintre elev și instructor în procesul de învățare.
Unele abordări de învățare care ar putea găzdui această învățare interactivă cuprind predarea reciprocă, colaborarea între egali, ucenicia cognitivă, instruirea bazată pe probleme, documentarea pe internet, instrucțiunile ancorate și alte abordări care implică învățarea cu alții.

#### Colaborarea între cursanți
Cursanții cu diverse abilități și care provin din medii diferite ar trebui să colaboreze în sarcini și discuții, cu scopul de a ajunge la o înțelegere comună a adevărului într-un anumit domeniu.
Unele modele constructiviste sociale subliniază, de asemenea, necesitatea colaborării între cursanți, în contradicție directă cu abordările competitive tradiționale. O noțiune Vygotskiană cu implicații semnificative pentru colaborarea între egali este cea a zonei de dezvoltare proximă. Definită ca distanța dintre nivelul real de dezvoltare determinat de rezolvarea independentă a problemelor și nivelul de dezvoltare potențială determinat prin rezolvarea problemelor sub îndrumarea unui adult sau în colaborare cu alți colegi mai capabili, ea este diferită de natura biologică fixă a etapelor de dezvoltare ale lui Piaget. Printr-un proces de „schelă”, un cursant își poate depăși limitele maturizării fizice, până-ntr-atât încât procesul de dezvoltare să rămână inferior procesului de învățare.
Dacă elevii trebuie să prezinte și să formeze noi conținuturi împreună cu colegii lor, se va institui un proces non-liniar de construcție colectivă a cunoștințelor.

##### Importanța contextului
Paradigma socială constructivistă consideră contextul în care are loc învățarea drept epicentrul învățării înseși.
La baza noțiunii de student ca procesor activ se află „presupunerea că nu există un singur set de legi generalizate de învățare, în care fiecare lege să se aplice tuturor domeniilor”.:208 Cunoștințele decontextualizate nu ne oferă abilitățile de a ne aplica înțelegerile în sarcini autentice, deoarece noi nu operăm conceptul într-un mediu complex și nu experimentăm interrelațiile complexe din acel mediu care determină cum și când este utilizat conceptul respectiv. O noțiune social-constructivistă este aceea de învățare autentică sau situată, în care elevul participă la activități direct relevante pentru aplicarea învățării și care au loc într-o cultură similară cadrului aplicat. Ucenicia cognitivă a fost propusă ca un model constructivist eficient de învățare, care încearcă să „endoculturalizeze studenții în practici autentice prin activitate și interacțiune socială într-un mod similar cu cel reprezentat - și evident de succes - în ucenicia artizanală”:25
Holt și Willard-Holt (2000) evidențiază conceptul de evaluare dinamică, reprezentând o modalitate de a evalua adevăratul potențial al cursanților, total diferită de testele convenționale. Aici, natura esențial interactivă a învățării este extinsă la procesul de evaluare. În loc să privim evaluarea ca pe un proces desfășurat de o singură persoană, cum ar fi un instructor, ea este văzută ca un proces bidirecțional care implică interacțiunea între instructor și cursant. Rolul evaluatorului devine cel de a intra în dialog cu persoanele evaluate pentru a afla nivelul lor actual de performanță în orice sarcină și de a le sugera posibile moduri prin care acea performanță să poată fi îmbunătățită în viitor. Astfel, evaluarea și învățarea sunt văzute ca procese indisolubil legate și nu separate.
Conform acestui punct de vedere, instructorii ar trebui să vadă evaluarea ca pe un proces continuu și interactiv, care măsoară rezultatele cursantului, calitatea experienței de învățare și a structurii cursurilor. Feedback-ul creat de procesul de evaluare servește drept bază directă pentru dezvoltarea ulterioară.

### Selecția, domeniul de aplicare și succesiunea subiectului

#### Cunoașterea ar trebui descoperită ca un întreg integrat
Cunoștințele nu ar trebui să fie împărțite în diferite subiecte sau compartimente, ci ar trebui descoperite ca un întreg integrat.
Acest lucru subliniază din nou importanța contextului în care este prezentată învățarea. Lumea, în care elevul trebuie să opereze, nu realizează o abordare sub forma unor subiecte diferite, ci ca o multitudine complexă de fapte, probleme, dimensiuni și percepții.

#### Implicarea și provocarea elevului
Elevii ar trebui să fie în mod constant provocați cu sarcini privind abilități și cunoștințe ce depășesc nivelul lor actual de pregătire. Acest lucru le oferă motivație și se bazează pe succesele anterioare pentru a le spori încrederea în sine. Aceasta este în concordanță cu zona de dezvoltare proximă a lui Vygotsky, care poate fi descrisă drept distanța dintre nivelul real de dezvoltare (determinat de rezolvarea independentă a problemelor) și nivelul de dezvoltare potențială (determinat prin rezolvarea problemelor sub îndrumarea unui adult sau în colaborare cu alți colegi mai capabili).
Vygotsky (1978) a mers mai departe, afirmând că instruirea este bună numai atunci când depășește dezvoltarea. Apoi se manifestă în stadiul de maturizare și trezește la viață un întreg set de funcții, care se află în zona dezvoltării proximale. Astfel, instruirea joacă un rol extrem de important în dezvoltare.
Pentru a-l solicita și provoca pe elev, sarcina și mediul de învățare ar trebui să reflecte complexitatea mediului în care se presupune că elevul va putea funcționa la sfârșitul procesului de învățare. Elevii trebuie să stăpânească nu numai procesul de învățare sau de rezolvare a problemelor, ci și problema în sine.
În ceea ce privește succesiunea subiectelor, punctul de vedere constructivist susține că noțiunile de bază ale oricărui subiect pot fi predate oricui în orice stadiu. Practic, instructorii ar trebui să introducă mai întâi ideile de bază care formează subiecte sau domenii, apoi să le revizuiască și să le dezvolte în mod repetat. Această noțiune a fost utilizată pe scară largă în programele de învățământ.
Este important ca instructorii să conștientizeze faptul că, deși poate exista un program prestabilit, în mod inevitabil ei îl vor modela în ceva personal, care să reflecte propriile lor sisteme de credințe, gândurile și sentimentele lor, atât despre conținutul instruirii lor, cât și despre studenții lor. Astfel, experiența de învățare devine o întreprindere comună. Prin urmare, emoțiile și contextele de viață ale celor implicați în procesul de învățare trebuie considerate parte integrantă a învățării. Scopul elevului este esențial în motivația lui de a învăța.

#### Structurarea procesului de învățare
Este important ca în procesul de învățare să fie integrat echilibrul corect între gradul de structură și flexibilitate. Potrivit lui Savery (1994), cu cât mediul de învățare este mai structurat, cu atât este mai greu pentru cursanți să construiască sens pe baza înțelegerilor lor conceptuale. Un facilitator ar trebui să structureze experiența de învățare suficient cât să se asigure că elevii primesc îndrumări și parametri clari de atingere a obiectivelor de învățare, însă experiența de învățare să rămână suficient de deschisă și liberă pentru a permite cursanților să descopere, să se bucure, să interacționeze și să ajungă la propria lor versiune a adevărului, verificată social.

#### În învățarea adulților
Ideile constructiviste au fost folosite pentru a susține educația adulților. Tendințele actuale în învățământul superior impun abordări de predare ce prioritizează „învățarea activă”, adesea bazate pe opinii constructiviste.
Abordările bazate pe constructivism subliniază importanța mecanismelor de planificare reciprocă, diagnosticarea nevoilor și intereselor elevului, climatul de învățare cooperativă, activitățile secvențiale pentru atingerea obiectivelor, formularea obiectivelor de învățare pe baza nevoilor și intereselor diagnosticate. În timp ce învățarea adulților subliniază adesea importanța relevanței personale a conținutului, a implicării cursantului în proces și a înțelegerii mai profunde a conceptelor subiacente, toate acestea sunt principii de care pot beneficia cursanții de toate vârstele, deoarece chiar și copiii corelează experiențele lor de zi cu zi cu ceea ce învață.

## Pedagogii bazate pe constructivism
Multe abordări din pedagogie derivă din teoria constructivistă. De regulă, acestea sugerează că învățarea se realizează cel mai bine folosind o abordare practică. Cursanții învață prin experimentare, fără a li se spune ce se va întâmpla și sunt lăsați să realizeze propriile inferențe, descoperiri și concluzii.

### Cercetări și dovezi în domeniu
Hmelo-Silver, Duncan și Chinn citează mai multe studii care promovează metodele constructiviste de învățare bazată pe probleme și prin investigare. De exemplu, ei descriu un proiect numit GenScope, o aplicație software științifică bazată pe anchete. Studenții care utilizează software-ul GenScope au înregistrat câștiguri semnificative față de grupurile de control, cele mai mari câștiguri fiind ale studenților de la cursurile de bază.
Hmelo-Silver și colaboratorii menționează, de asemenea, un amplu studiu al lui Geier privind eficacitatea științei bazate pe anchetă pentru elevii de gimnaziu, așa cum o demonstrează performanța lor la testele standard cu mize mari. Îmbunătățirea a fost de 14% pentru primul grup de studenți și de 13% pentru al doilea grup. În urma acestui studiu, s-a constatat și faptul că metodele de predare bazate pe anchetă au redus foarte mult decalajul de realizare în ceea ce îi privește pe studenții afro-americani.
Guthrie și colaboratorii (2004) au comparat trei metode de instruire pentru ora de lectură la clasa a treia: o abordare tradițională, o abordare numai cu predare a strategiilor și o abordare cu predare a strategiilor și tehnici de motivare constructivistă, inclusiv alegerile elevilor, colaborarea și activitățile practice. Abordarea constructivistă, numită CORI (Concept-Oriented Reading Instruction), a avut ca rezultat o mai bună înțelegere a lecturii de către elevi, dezvoltarea de strategii cognitive și motivație.
Jong Suk Kim a descoperit că, prin utilizarea metodelor de predare constructiviste pentru elevii de clasa a VI-a, aceștia au obținut rezultate mai bune decât cei care au folosit metodele tradiționale de predare. Studiul său a demonstrat, de asemenea, că studenții au preferat metodele constructiviste față de cele tradiționale. Cu toate acestea, comparând metodele constructiviste de predare cu cele tradiționale, Kim nu a găsit nicio diferență în ceea ce privește conceptul de sine sau strategiile de învățare ale elevilor.
Doğru și Kalender au comparat abordările tradiționale centrate pe profesor cu cele care folosesc metode constructiviste centrate pe elev, în cadrul claselor de știință. În testul inițial al performanței elevilor imediat după lecții, ei nu au găsit nicio diferență semnificativă între metodele tradiționale și cele constructiviste. Însă, în evaluarea ulterioară, 15 zile mai târziu, studenții care au învățat prin metode constructiviste au arătat o reținere mai bună a cunoștințelor decât cei care au învățat prin metode tradiționale.

## Critică
Mai mulți psihologi și educatori cognitivi au contestat afirmațiile principale ale constructivismului. Au susținut că teoriile constructiviste sunt înșelătoare sau contrazic descoperirile cunoscute. Matthews (1993) încearcă să schițeze influența constructivismului în învățământul actual al matematicii și științelor, cu scopul de a indica cât de omniprezentă este epistemologia empiristă a lui Aristotel și cu ce probleme se confruntă constructivismul în acest sens.
În teoriile neo-piagetiene ale dezvoltării cognitive se susține că învățarea la orice vârstă depinde de resursele de procesare și reprezentare disponibile la acea vârstă anume. Deci, dacă cerințele conceptului de înțeles depășesc eficiența de procesare disponibilă și resursele memoriei de lucru, atunci, prin definiție, conceptul nu poate fi învățat. Această atitudine față de învățare împiedică învățarea să înțeleagă conceptele teoretice esențiale sau, cu alte cuvinte, raționamentul. Prin urmare, oricât de activ este un copil în timpul învățării, pentru a învăța el trebuie să opereze într-un mediu de învățare care să îndeplinească normele de dezvoltare și de învățare individuală caracteristice vârstei sale și posibilele abateri ale acestui copil de la norma vârstei sale. Dacă această condiție nu este îndeplinită, construcția se rătăcește.
Mai mulți educatori au pus sub semnul întrebării eficiența acestei abordări față de proiectarea instrucțională, mai ales în ceea ce privește dezvoltarea instruirii pentru începători. În timp ce unii constructiviști susțin că „învățarea prin practică” îmbunătățește învățarea, criticii acestei strategii de instruire susțin că există puține dovezi empirice care să susțină această afirmație cu privire la elevii începători. Sweller și colegii săi susțin că novicii nu posedă modelele mentale subiacente sau „schemele” necesare pentru „învățarea prin practică”. Într-adevăr, Mayer (2004) a trecut în revistă literatura de specialitate și a constatat că cincizeci de ani de date empirice nu sprijină utilizarea tehnicii de predare constructivistă a descoperirii pure; în acele situații care necesită descoperire, el pledează pentru utilizarea descoperirii ghidate.
Mayer (2004) susține că nu toate tehnicile de predare bazate pe constructivism sunt eficiente sau eficiente pentru toți cursanții, sugerând că mulți educatori aplică greșit constructivismul pentru a folosi tehnici de predare care necesită ca elevii să fie activi din punct de vedere comportamental. El descrie această utilizare inadecvată a constructivismului drept „eșecul de predare constructivistă”. „Mă refer la această interpretare ca eroare constructivistă a predării, deoarece echivalează învățarea activă cu predarea activă.”:15 În schimb, Mayer propune ca elevii să fie „activi din punct de vedere cognitiv” în timpul învățării și ca instructorii să folosească „practica ghidată”.
La polul opus, Kirschner și colaboratorii (2006) descriu metodele constructiviste de predare drept „metode neghidate de instruire”. Ei sugerează activități de învățare mai structurate pentru cursanții cu puține cunoștințe anterioare sau deloc. Potrivit lui Slezak, constructivismul „este un exemplu de doctrine la modă, dar complet problematice, care pot avea beneficii minore pentru pedagogia practică sau formarea profesorilor”. Opinii similare au fost formulate de Meyer, Boden, Quale și alții.
Kirschner și colaboratorii au grupat la un loc o serie de teorii ale învățării (învățare prin descoperire, învățare bazată pe probleme, experiență și bazată pe anchetă) și au afirmat că metodele constructiviste cu o structură de tip schelă, precum învățarea bazată pe probleme și învățarea prin investigare, sunt ineficiente. Kirschner și colaboratorii au descris mai multe studii de cercetare în favoarea învățării bazate pe probleme, având în vedere că elevii au primit un anumit nivel de îndrumare și sprijin.

### Contestarea criticilor lui Kirschner, Sweller și Clark
Deși există critici la adresa articolului semnat de Kirschner, Sweller și Clark, Sweller și asociații săi au scris în articolele lor despre:
1. modele de instruire pentru producerea învățării procedurale (învățarea ca schimbare de comportament);[45]
2. gruparea lor de teorii de învățare aparent disparate[10] și
3. un continuum de îndrumare care începe cu exemple lucrate ce pot fi urmate de practică sau reorientate spre practică[48] (Renkl, Atkinson, Maier și Staley, 2002)

Kirschner și colaboratorii (2006) prezintă exemplele lucrate drept o soluție de proiectare instrucțională pentru învățarea procedurală. Clark, Nguyen și Sweller (2006) descriu acest proces ca fiind o metodă foarte eficientă, validată empiric, de a preda cursanților dobândirea abilităților procedurale. Aceste forme de învățare prin studierea exemplelor lucrate sunt cunoscute ca efectul exemplului lucrat și s-au dovedit a fi utile în multe domenii (de exemplu, muzică, șah, atletism) cartografiere conceptuală, geometrie, fizică, matematică sau programare.
Kirschner și colaboratorii (2006) explică de ce grupează o serie de teorii de învățare aparent disparate (învățare prin descoperire, învățare bazată pe probleme, învățare prin experiență și învățare prin anchetă). Raționamentul acestei grupări se datorează faptului că fiecare teorie a învățării promovează aceeași tehnică de predare constructivistă — „învățarea prin practică”. Astfel, „învățarea prin practică” este utilă pentru elevii cei mai cunoscători, dar nu este utilă pentru începători. Mayer afirmă că promovează activitatea comportamentală prea devreme în procesul de învățare, când elevii ar trebui să fie activi din punct de vedere cognitiv.
În plus, Sweller și asociații săi descriu un continuum de îndrumare, începând cu exemple lucrate până la o ghidare treptat redusă. Acest continuum de ghidare estompată a fost testat empiric pentru a produce o serie de efecte de învățare: efectul de exemplu lucrat, efectul de estompare a ghidării și efectul de inversare a expertizei.

### Critica tehnicilor de predare bazate pe descoperire
„After a half century of advocacy associated with instruction using minimal guidance, there appears no body of research supporting the technique. In so far as there is any evidence from controlled studies, it almost uniformly supports direct, strong instructional guidance rather constructivist-based minimal guidance during the instruction of novice to intermediate learners. Even for students with considerable prior knowledge, strong guidance while learning is most often found to be equally effective as unguided approaches. Not only is unguided instruction normally less effective; there is also evidence that it may have negative results when students acquire misconceptions or incomplete or disorganized knowledge”—Why Minimal Guidance During Instruction Does Not Work: An Analysis of the Failure of Constructivist, Discovery, Problem-Based, Experiential, and Inquiry-Based Teaching by Kirschner, Sweller, Clark
Mayer (2004) pledează împotriva tehnicilor de predare bazate pe descoperire și oferă o revizuire amplă pentru a-și susține punctul de vedere. Argumentele lui Mayer sunt împotriva descoperirii pure și nu vizează în mod specific constructivismul: „Nimic din acest articol nu ar trebui interpretat ca argumentând împotriva viziunii învățării drept construcție a cunoștințelor sau împotriva folosirii anchetei practice sau a discuțiilor de grup care promovează procesul de construire a cunoștințelor în rândul elevilor. Concluzia principală pe care o trag din cele trei literaturi de cercetare pe care le-am revizuit este că ar fi greșit să interpretăm viziunea constructivistă actuală despre învățare ca un motiv de a reînvia descoperirea pură ca metodă de instruire.”
Mayer este interesat de modul în care sunt aplicate tehnicile de predare bazate pe descoperire. În acest sens, el realizează cercetări empirice drept dovadă că tehnicile de predare bazate pe descoperire sunt inadecvate. Aici, el citează această literatură și își exprimă punctul de vedere: „De exemplu, o replică recentă este o cercetare care arată că studenții învață să devină mai buni la rezolvarea problemelor de matematică atunci când studiază exemple elaborate, mai degrabă decât atunci când se angajează doar în rezolvarea practică a problemelor. Susținătorii de astăzi ai metodelor de descoperire, care pretind că își găsesc argumentele în filozofia constructivistă, fac incursiuni în practica educațională. Cu toate acestea, o revizuire imparțială a literaturii de cercetare relevante arată că practica bazată pe descoperire nu este la fel de eficientă ca descoperirea ghidată.”:18
Mayer consideră că oamenii folosesc adesea greșit constructivismul pentru a promova tehnici de predare bazate pe descoperire pură. Recomandările de proiectare instrucțională ale constructivismului sunt prea des orientate către practica bazată pe descoperire. Sweller (1988) a găsit dovezi că practica la începători, în timpul achiziției timpurii a schemei, distrage atenția acestora cu activități inutile bazate pe cercetare, atunci când atenția elevului ar trebui să se concentreze pe înțelegere (dobândirea schemelor).
Studiul realizat de Kirschner și colaboratorii, din care a fost preluat citatul de la începutul acestei secțiuni, a fost citat pe scară largă și este important pentru a arăta limitele instruirii minim ghidate. Hmelo-Silver și colaboratorii au răspuns, arătând cum Kirschner și colab. au combinat tehnici constructiviste de predare, cum ar fi învățarea prin investigație, cu „învățarea prin descoperire”. (A se vedea cele două secțiuni anterioare ale acestui articol.) Aceasta s-ar potrivi cu punctul de vedere al lui Mayer, conform căruia, deși constructivismul ca teorie și tehnicile de predare care încorporează îndrumarea sunt probabil aplicații valide ale acestei teorii, totuși o tradiție a neînțelegerii i-a determinat pe unii să conteste aceste tehnici de „descoperire pură”.

### Războaiele matematice și tehnicile de predare bazate pe descoperiri
Controversa războaielor matematice din Statele Unite este un exemplu  de dezbatere aprinsă care, uneori, apare după implementarea în școli a programelor de învățământ de inspirație constructivistă. În anii 1990, manualele de matematică bazate pe noi standarde, în mare măsură bazate pe constructivism, au fost dezvoltate și promovate cu sprijinul guvernului. Deși teoria constructivistă nu implică eliminarea completă a instruirii, unele manuale păreau să recomande această extremă. Unii părinți și matematicieni au protestat față de proiectarea manualelor care au omis sau redus predarea metodelor matematice standard. Susținătorii au răspuns că metodele urmau să fie descoperite în cele din urmă sub îndrumarea profesorului, dar, deoarece acest lucru lipsea sau nu era clar, mulți au insistat că manualele au fost concepute pentru a elimina în mod deliberat instruirea prin metodele standard. Într-un text adoptat în mod obișnuit, formula standard pentru aria unui cerc urmează să fie descoperită în clasă, dar nu apare tipărită efectiv în manualul elevului, așa cum explică dezvoltatorii CMP (Matematică conectată): „Rolul studentului de a formula, reprezenta, clarifica, comunica și reflecta asupra ideilor determină o creștere a învățării. Dacă formatul textelor ar fi cuprins multe exemple lucrate, atunci rolul elevului ar fi fost doar de a reproduce aceste exemple cu mici modificări.”
În mod similar, această abordare a fost aplicată lecturii cu limbajul întreg și științei bazate pe investigare, care subliniază importanța conceperii, mai degrabă decât doar efectuarea unor experimente practice, încă din clasele primare (în mod tradițional realizate de cercetători) și decât studierea faptelor. În alte domenii ale programei, cum ar fi științe sociale și scrisul, se bazează mai mult pe „abilitățile de gândire de ordin superior”, mai degrabă decât pe memorarea datelor, a regulilor gramaticale sau de ortografie ori pe reproducerea răspunsurilor corecte. Potrivit partizanilor acestei abordări, constructivismul nu necesită trecerea la extreme și, de fapt, momentele de predare ar trebui să împletească în mod regulat experiența cu predarea tradițională. Principala diferență față de abordarea tradițională este aceea că implicarea studenților în procesul de învățare îi face mai receptivi la învățarea lucrurilor într-un moment adecvat, mai degrabă decât la într-un program prestabilit.

### Importanța structurii în mediile de învățare constructiviste
În anii 1990, câțiva teoreticieni au început să studieze importanța bagajului cognitiv al începătorilor (cei care aveau puține cunoștințe anterioare despre subiect sau nu aveau deloc) în timpul rezolvării problemelor. Teoria bagajului cognitiv a fost aplicată în mai multe contexte. Pe baza rezultatelor cercetării lor, acești autori nu susțin ideea de a li se permite novicilor să interacționeze cu medii de învățare defectuos structurate. Mediile de învățare defectuos structurate presupun că cel care învață va descoperi singur soluții la probleme. Jonassen (1997) a sugerat, de asemenea, ca novicilor să li se predea în medii de învățare „bine structurate”.
Jonassen (1997) a afirmat, de asemenea, că mediile de învățare bine concepute și bine structurate reprezintă o bază solidă pentru rezolvarea problemelor. În cele din urmă, atât Sweller, cât și Jonassen sunt de acord cu scenariile de rezolvare a problemelor în cazul cursanților mai avansați.
Sweller și asociații săi sugerează chiar că mediile de învățare bine structurate, cum ar fi cele din exemplele lucrate, nu sunt eficiente în cazul celor cu mai multă experiență - acest lucru a fost descris ulterior drept „efectul de inversare a expertizei”. Teoreticienii bagajului cognitiv sugerează să se pornească de la exemple lucrate, cu o introducere treptată a scenariilor de rezolvare a problemelor; acesta este descris ca „efectul de estompare a ghidajului”. Fiecare dintre aceste idei oferă mai multe dovezi pentru cadrul ACT-R al lui Anderson, potrivit căruia învățarea poate începe cu studierea exemplelor.
În cele din urmă, Mayer afirmă: „Astfel, contribuția psihologiei constă în redirecționarea eforturilor de reformă educațională din lumea neclară și neproductivă a ideologiei educaționale – care uneori se ascunde sub steagul diferitelor versiuni ale constructivismului – către lumea inteligentă și productivă a  cercetării teoretice a modului în care oamenii învață”.:18

## Confuzia între viziunea constructivistă și cea maturaționistă
Mulți oameni confundă viziunea constructivistă cu cea maturaționistă. Fluxul constructivist (sau cognitiv-dezvoltativ) „se bazează pe ideea că procesul dialectic sau interactiv de dezvoltare și învățare prin construcția activă a elevului ar trebui să fie facilitat și promovat de către adulți”. Astfel, „curentul maturaționist romantic are la bază ideea că dezvoltarea naturală a elevului ar trebui lăsată să înflorească într-un mediu permisiv, fără intervenția adulților”. Cu alte cuvinte, în constructivism adulții joacă un rol activ în ghidarea învățării, în timp ce în maturaționism trebuie să le permită copiilor să se ghideze singuri.

## Constructivismul contextual
Conform lui William Cobern (1991), constructivismul contextual se referă la „înțelegerea credințelor fundamentale, bazate pe cultură, aduse în clasă atât de elevi, cât și de profesori și modul în care aceste credințe sunt susținute de cultură. Constructiviștii contextuali nu numai că ridică noi probleme de cercetare, ei solicită și o nouă paradigmă de cercetare. Accentul pus pe contextualizare înseamnă că sunt de preferat tehnicile calitative, în special etnografice (p. 3).

## Constructivismul radical
Ernst von Glasersfeld a dezvoltat constructivismul radical prin conexiunea teoriei învățării lui Piaget și a punctului de vedere filosofic despre natura cunoașterii cu respingerea de către Kant a unei realități obiective independente de percepția sau rațiunea umană. Constructivismul radical nu percepe cunoașterea ca pe o încercare de a genera idei în acord cu o realitate independentă, obiectivă. În schimb, teoriile și cunoștințele despre lume, așa cum sunt generate de simțurile și rațiunea noastră, fie se încadrează în constrângerile oricărei realități posibile și, prin urmare, sunt viabile, fie nu și atunci nu sunt viabile. Ca teorie a educației, constructivismul radical pune accent pe experiențele celui care învață, diferențele dintre cursanți și importanța incertitudinii.

## Constructivismul relațional
Constructivismul relațional al lui Björn Kraus poate fi perceput ca o consecință relațională a constructivismului radical. Spre deosebire de constructivismul social, el preia firele epistemologice și menține ideea constructivistă radicală potrivit căreia oamenii nu-și pot depăși condițiile limitate de recepție. În ciuda subiectivității construcțiilor umane ale realității, constructivismul relațional se axează pe condițiile relaționale care se aplică proceselor percepționale umane.

## Constructivismul social
În ultimele decenii, teoreticienii constructiviști au extins accentul tradițional asupra învățării individuale pentru a aborda dimensiunile colaborative și sociale ale învățării. Putem privi constructivismul social ca reunind aspecte din opera lui Piaget cu cele din opera lui Bruner și Vygotski.

## Constructivismul comun
Conceptul de constructivism comun a fost dezvoltat de Leask și Younie în 1995, prin cercetările lor pe European SchoolNet, prin care au demonstrat valoarea experților care colaborează pentru a depăși granițele cunoașterii și, prin urmare, construcția comună de noi cunoștințe între experți este de preferat construcției sociale de cunoștințe pe care o descrie Vygotsky, unde există o relație de schelă între elev și profesor. Conceptul de „constructivism comun” se aplică acelor situații pentru care momentan nu există cunoștințe sau cercetări de specialitate care să susțină cunoașterea într-un domeniu. „Constructivismul comun” se referă în mod specific la procesul de lucru în comun al experților cu scopul de a crea, înregistra și publica noi cunoștințe în domenii emergente. În cadrul cercetării fundamentale European SchoolNet, în care, pentru prima dată, cadrele universitare au testat modul în care internetul ar putea sprijini practica și pedagogia în clasă, experți din mai multe țări au creat situații de testare pentru a genera și a înțelege noi posibilități de practică educațională.
În 2001, Bryan Holmes a aplicat acest lucru în învățarea elevilor, așa cum este descris într-o lucrare anterioară, „în acest model, studenții nu vor trece pur și simplu printr-un curs precum apa prin sită, ci vor lăsa propria lor amprentă în procesul de învățare”.

## Influența asupra informaticii și roboticii
Constructivismul a influențat evoluția programării și a informaticii. Unele limbaje de programare celebre au fost create, integral sau parțial, pentru uz educațional, pentru a sprijini teoria construcționistă a lui Seymour Papert. Aceste limbaje au fost întrebuințate și verificate, cele mai cunoscute fiind programul reflexiv, Logo și succesorul său, Scratch. Constructivismul a consolidat, de asemenea, proiectarea sistemelor interactive de învățare automată, în timp ce constructivismul radical a fost explorat ca paradigmă pentru proiectarea experimentelor în robotica de reabilitare, mai exact în protetică.